# Behnaq
Behnaq (persiska: بهنق) är en ort i Iran.   Den ligger i provinsen Östazarbaijan, i den nordvästra delen av landet, 500 km väster om huvudstaden Teheran. Behnaq ligger 1 802 meter över havet och antalet invånare är 897.
Terrängen runt Behnaq är huvudsakligen kuperad, men åt sydost är den platt. Runt Behnaq är det ganska tätbefolkat, med 155 invånare per kvadratkilometer. Närmaste större samhälle är Marāgheh, 11,5 km sydväst om Behnaq. Trakten runt Behnaq består till största delen av jordbruksmark.